# Liste der Kulturdenkmale in Mühlhausen im Täle

Wappen von Mühlhausen im Täle

In der Liste der Kulturdenkmale in Mühlhausen im Täle werden unbeweglichen Bau- und Kunstdenkmale in Mühlhausen im Täle aufgelistet. Diese Liste ist noch unvollständig.

## Allgemein
- Bild: Zeigt ein ausgewähltes Bild aus Commons, „Weitere Bilder“ verweist auf die Bilder im Medienarchiv Wikimedia Commons.
- Bezeichnung: Nennt den Namen, die Bezeichnung oder die Art des Kulturdenkmals.
- Lage: Straßenname und Hausnummer oder Flurstücknummer des Kulturdenkmals, gegebenenfalls auch den Ortsteil. Die Grundsortierung der Liste erfolgt nach dieser Adresse. Der Link (Karte) führt zu verschiedenen Kartendiensten mit der Position des Kulturdenkmals. Fehlt dieser Link, wurden die Koordinaten noch nicht eingetragen. Sind diese bekannt, können sie über ein Tool mit einer Kartenansicht einfach nachgetragen werden. In dieser Kartenansicht sind Kulturdenkmale ohne Koordinaten mit einem roten bzw. orangen Marker dargestellt und können durch Verschieben auf die richtige Position in der Karte mit Koordinaten versehen werden. Kulturdenkmale ohne Bild sind an einem blauen bzw. roten Marker erkennbar.
- Datierung: Baubeginn, Fertigstellung, Datum der Erstnennung oder grobe zeitliche Einordnung entsprechend des Eintrags in der zuständigen Denkmaldatenbank (Landesamt für Denkmalpflege Baden-Württemberg).
- Beschreibung: Kurzcharakteristik des Kulturdenkmals.

## Liste
| Bild | Bezeichnung                                            | Lage                        | Datierung | Beschreibung | ID |
| ---- | ------------------------------------------------------ | --------------------------- | --------- | --- | -- |
|      | Ehemalige Hammerschmiede, auch Untere Mühle Hagenmayer | Filsweg 19 (Karte)          | 1837      | Die sogenannte Untere Mühle Hagenmayer besitzt ein eisernes Wasserrad, mit hölzernen Speichen, welches man dort besichtigen kann. Es liegt am Ufer der Fils. Die Mühle ist noch betriebsbereit und wurde sogar 1902 zur Stromerzeugung benutzt. | BW |
|      | Ehemalige Mühle Staudenmayer                           | Mühlenweg 4 (Karte)         | 1774      | Heutzutage finden die Gebäude der ehemaligen Mühle Staudenmayer landwirtschaftliche Nutzung. An der Fassade der zugehörigen Scheune ist ein barockes Kruzifix zu sehen. Die Scheune selbst ist ein Fachwerkhaus.                                | BW |
|      | Kirche St. Margaretha                                  | Gosbacher Straße 13 (Karte) | 1467      | Katholische Pfarrkirche mit spätmittelalterlichem Turm und Madonnendarstellung, barockem Altargemälde und Holzskulpturen sowie neuzeitlichen Buntglasfenstern und einem aufwändigen Deckengemälde.                                              | BW |
|      | Todsburger Höhle                                       | Todsburger Höhle (Karte)    |           | Die Todsburger Höhle befindet sich südwestlich von Mühlhausen im Täle in einem Wald. Geschützt nach § 2 DSchG | BW |